# Euphorbia radioloides
Euphorbia radioloides är en törelväxtart som beskrevs av Pierre Edmond Boissier. Euphorbia radioloides ingår i släktet törlar, och familjen törelväxter. Inga underarter finns listade i Catalogue of Life.